# نهائي كأس السويد 2024
نهائي كأس السويد 2024 في 1 مايو 2024 بين نادي مالمو لكرة القدم ونادي ديورجاردنز لكرة القدم في ملعب إيليدا، مالمو، الملعب الرئيسي لنادي مالمو لكرة القدم، وتم تحديدها بالقرعة في 24 مارس 2024 بعد الدور نصف النهائي. كانت المباراة النهائية بمثابة تتويج لكأس سفينسكا 2023–24 [الإنجليزية]
، الموسم الثامن والستين لكأس سفينسكا والموسم الثاني عشر بالصيغة الحالية. فاز نادي مالمو لكرة القدم بلقب الكأس السادس عشر بعد فوزه على نادي ديورجاردن 4–1 بركلات الترجيح بعد انتهاء المباراة بالتعادل 1–1 في الوقت الإضافي.

## المكان
منذ موسم 2014–15، يتم تحديد مكان نهائي كأس سفينسكا بالقرعة بين الفريقين المتأهلين للنهائي. أُجريت قرعة المباراة النهائية في 24 مارس 2024 وتقرر أن تُقام المباراة النهائية على ملعب إيليدا، مالمو، الملعب الرئيسي لنادي مالمو لكرة القدم. كانت هذه هي المباراة النهائية الثانية للكأس التي أقيمت على هذا الملعب، وكانت المباراة السابقة في عام 2016.

## الخلفية
ويتأهل الفائز إلى الدور التمهيدي الأول من بطولة الدوري الأوروبي. ومع ذلك، منذ فوز نادي مالمو ببطولة الدوري السويدي الممتاز لعام 2023 [الإنجليزية]
، فقد تأهل بالفعل إلى الدور الثاني من تصفيات دوري أبطال أوروبا. منذ فوز نادي مالمو بالمباراة النهائية، انتقل مقعد الدوري الأوروبي إلى الفريق صاحب المركز الثاني في الدوري السويدي الممتاز 2023 ‏، وهو نادي إلفسبورج، كما انتقل مقعد الجولة الثانية من التصفيات المؤهلة لدوري المؤتمرات إلى الفريق صاحب المركز الرابع، نادي ديورجاردنز.
خاض مالمو نهائيه الأول منذ عام 2022 [الإنجليزية]
 والنهائي رقم 22 في مجمله. خاض ديورجاردن أول نهائي له منذ عام 2018 والعاشر في المجموع. فاز كلا الناديين في نهائياتهما السابقة. بعد أن التقيا في أعوام 1951، 1975، 1989، و2018، كانت هذه هي المباراة النهائية الخامسة التي تجمع بين الناديين. وكان مالمو قد فاز بثلاثة من اللقاءات السابقة في نهائي المسابقة، بينما فاز ديورجاردن بمباراة واحدة. التقى الفريقان مرة واحدة في الدوري السويدي الممتاز قبل نهائي الكأس، في ملعب تيلي 2 أرينا في 25 أبريل حيث فاز مالمو 1–0.

## الفرق
| الفريق     | المشاركات السابقة في النهائيات (يشير الخط العريض إلى الفائزين)                                                                    |
| ---------- | --- |
| مالمو      | 21 (1944، 1945، 1946، 1947، 1951، 1953، 1967، 1971، 1973، 1974، 1975، 1978، 1980، 1984، 1986، 1989، 1996، 2016، 2018، 2020، 2022) |
| يورغوردينس | 9 (1951، 1975، 1989، 1990، 2002، 2004، 2005، 2013، 2018)                                                                          |

## الطريق إلى النهائي
ملحوظة: في جميع النتائج أدناه، يتم إعطاء نتيجة المتأهل أولاً (د: على أرضه، خ: خارج أرضه).
| مالمو              | مالمو              | الجولة             | يورغوردينس         | يورغوردينس         |
| ------------------ | ------------------ | ------------------ | ------------------ | ------------------ |
| الخصم              | النتيجة            | الأدوار التمهيدية  | الخصم              | النتيجة            |
| سميدبي             | 2–0 (خ)            | الدور الثاني       | ساندفيكين          | 5–1 (خ)            |
| الخصم              | النتيجة            | دور المجموعات      | الخصم              | النتيجة            |
| أوسترس             | 2–0 (د)            | الجولة 1           | خوفدة              | 2–0 (د)            |
| لوليا              | 8–0 (خ)            | الجولة 2           | نورديك يونايتد     | 5–0 (خ)            |
| فاربيرجس بوا       | 1–1 (د)            | الجولة 3           | غوتبورغ            | 3–0 (د)            |
| الفائز بالمجموعة 1 | الفائز بالمجموعة 1 | الترتيب النهائي    | الفائز بالمجموعة 4 | الفائز بالمجموعة 4 |
| الخصم              | النتيجة            | مرحلة خروج المغلوب | الخصم              | النتيجة            |
| نورشوبينغ          | 5–2 (د)            | ربع النهائي        | ديجرفورس           | 3–0 (د)            |
| هالمستاد           | 4–0 (خ)            | نصف النهائي        | أيك سولنا          | 3–2 (ر.ت.) (خ)     |

## المباراة

### التفاصيل
| مالمو (1)                               | 1–1 (ب.و.إ.) | يورغوردينس (1)                                |
| --------------------------------------- | ------------ | --------------------------------------------- |
| طه علي 70'                              | تقرير        | هومت [الإنجليزية] 78'                         |
| ركلات الترجيح                           |              |                                               |
| - كريستايانسين - ثيلين - أولسون - يونسن | 4–1          | - دانيلسون - راديتيناك - غوليكسن [الإنجليزية] |